# 利賀村水無
利賀村水無（とがむらみずなし）は、富山県南砺市にある大字。かつて富山県最南端の集落があった。

## 歴史
水無集落の開村は、加賀の殿様が鷹の雛を捉えるために一軒の家を置いたのが始まりとされ、その名残として御鷹巣山（標高1,440 m）の名が残り、牛首峠から楢峠までの県境一帯を巣原と称する。
集落東側のノタノオ峠には、かつては利賀道（羽根道）の飛越国境の関所があった。
1889年（明治22年）4月1日、町村制の施行により利賀村が発足し、利賀村の大字である「水無」が成立した。2004年（平成16年）11月1日、南砺市の発足時により南砺市の大字となり、旧村名を入れた「利賀村水無」に改称した。
1930年（昭和5年）には利賀村立利賀小学校水無分校が開校した。へき地等級5級で、1959年（昭和34年）時点での児童数は9名だった。1965年（昭和40年）に休校となり、1967年（昭和42年）に閉校した。
1970年（昭和45年）に廃村となったものの、2020年（令和2年）まで1戸だけ戸籍が置かれ無雪期に居住していたが、翌年春までに戸籍上でも人口0人となり消滅集落となった。

## 地理
水無集落西部には牛首峠があり、東部には二ツ屋峠がある。いずれも岐阜県との県境の峠であり、前者は大野郡白川村、後者は飛騨市との市町村境となっている。
町内の殆どは利賀川支流水無谷の流域である。
- 河川 - 利賀川、水無谷
- 山 - 金剛堂山、水無山、奥座峰
- 峠 - 牛首峠、二ツ屋峠
- 湿原 - 水無平湿原

## 経済
主な産物は塩硝、ジコウ茸、栗茸。高度1,000 m近い高冷地ゆえに度々凶作に見舞われた。幕末での高は免一ッであった。

## 名所

### 水無八幡宮
水無集落にある八幡宮で、集落の歴史について刻まれた石碑がある。今でも手入れがなされている。

### 水無湖キャンプ場
利賀川ダム貯水池の水無湖のほとりにあるキャンプ場で、トイレ1棟、水洗設備1基、テーブル、椅子数基がある。携帯電話は圏外だが、公衆電話がある。

### その他の名所
- 水無平湿原のミズバショウ群生地 - 当該項目参照
- 水無山 - ブナ純林が広がる山で、北側には準平原遺物が見られる。
- 金剛堂山 - メインルートではないが、水無集落側にも登山口（東俣登山口）がある。山頂は隆起準平原の草原が広がる。
- 利賀川ダム

## 地名の由来
水無谷の川の流れが伏流したことによるという。

## 地形
集落は利賀川支流水無谷にある。水無谷は活断層である牛首断層による構造谷であり、破砕帯を観察することができる。

## アクセス
村全体が秘境と言われる利賀村の中でも最も山奥（南部）に位置し、集落跡へのアクセスは極めて難しい。
富山市街地から水無集落までは75 kmほどの位置にあり、南砺市利賀市民センターから向かっても25 km程の行程である。
道路は主要地方道である富山県道・岐阜県道34号利賀河合線があるが、大半が隘路であり随所に洗い越しが見られ、冬季は通行止めになる他、しばしば土砂災害で通行止めとなっていた。しかし2008年より富山県では落石災害の有無に関わらず大勘場と利賀川ダム双方のゲートを施錠し、関係者以外の自動車での往来を禁じているため、現在は未舗装かつ狭隘路が続く林道牛首線と林道上百瀬線を利用することになる。
利賀市街地から利賀村水無までは、林道上百瀬線経由で約19 km、車で約1時間かかる。(浅原 2020)